# Elmo Hope
St. Elmo Sylvester Hope (27 juin 1923 – 19 mai 1967) est un pianiste de jazz américain, compositeur, et arrangeur, principalement dans le bebop et hard bop.

## Discographie

### En tant que leader
| Années | Titre                                       | Label          | Personnel/Notes |
| ------ | ------------------------------------------- | -------------- | --- |
| 1953   | Elmo Hope Trio                              | Blue Note      | Trio, avec Percy Heath (bass), Philly Joe Jones (drums) |
| 1954   | Elmo Hope Quintet, Volume 2                 | Blue Note      | Quintet, avec Charles Freeman Lee (trumpet), Frank Foster (tenor sax), Percy Heath (bass), Art Blakey (drums) |
| 1955   | Meditations                                 | Prestige       | Trio, avec John Ore (bass), Willie Jones (drums) |
| 1955   | Hope Meets Foster                           | Prestige       | Quartet, avec Frank Foster (tenor sax), John Ore (bass), Art Taylor (drums); quintet on some tracks, avec Charles Freeman Lee (trumpet) added                                                                                          |
| 1956   | Informal Jazz                               | Prestige       | Sextet, avec Donald Byrd (trumpet), John Coltrane and Hank Mobley (tenor sax), Paul Chambers (bass), Philly Joe Jones (drums) |
| 1957   | The Elmo Hope Quintet featuring Harold Land | Pacific        | Quintet, avec Stu Williamson (trumpet), Harold Land (tenor sax), Leroy Vinnegar (bass), Frank Butler (drums) |
| 1959   | Elmo Hope Trio                              | Hifijazz       | Trio, avec Jimmy Bond (bass), Frank Butler (drums) |
| 1961   | Here's Hope!                                | Celebrity      | Trio, avec Paul Chambers (bass), Philly Joe Jones (drums) |
| 1961   | High Hope!                                  | Beacon         | Trio, avec Paul Chambers and Butch Warren (bass; separately), Philly Joe Jones and Granville T. Hogan (drums; separately) |
| 1961   | Homecoming!                                 | Riverside      | Sextet, avec Blue Mitchell (trumpet), Frank Foster and Jimmy Heath (tenor sax), Percy Heath (bass), Philly Joe Jones (drums); some tracks trio, with Heath and Jones                                                                   |
| 1961   | Hope-Full                                   | Riverside      | Solo piano; some tracks are duo, avec Bertha Hope (piano) |
| 1963   | Sounds from Rikers Island                   | Audio Fidelity | Sextet on most tracks, avec Lawrence Jackson (trumpet), John Gilmore (tenor sax), Freddie Douglas (soprano sax), Ronnie Boykins (bass), Philly Joe Jones (drums); Earl Coleman et Marcelle Daniels (vocals; separately) on some tracks |
| 1966   | Last Sessions – Volume One                  | Inner City     | Trio, avec John Ore (bass), Philly Joe Jones and Clifford Jarvis (drums; separately); released 1977 |
| 1966   | Last Sessions – Volume Two                  | Inner City     | Details as Last Sessions – Volume One |

### En tant que sideman
| Années | Leader                          | Titre                        | Label          |
| ------ | ------------------------------- | ---------------------------- | -------------- |
| 1953   | Lou Donaldson et Clifford Brown | New Faces New Sounds         | Blue Note      |
| 1953   | Lou Donaldson et Clifford Brown | Alternate Takes              | Blue Note      |
| 1954   | Lou Donaldson                   | Lou Donaldson Sextet, Vol. 2 | Blue Note      |
| 1954   | Sonny Rollins                   | Moving Out                   | Prestige       |
| 1956   | Jackie McLean                   | Lights Out!                  | Prestige       |
| 1958   | Curtis Counce                   | Exploring the Future         | Dooto          |
| 1958   | Curtis Counce                   | Sonority                     | Contemporary   |
| 1958   | Harold Land                     | Jazz at The Cellar 1958      | Lone Hill Jazz |
| 1959   | Harold Land                     | The Fox                      | Hifijazz       |

Sources.